# Jaap Eden
Jacobus Johannes Eden (conocido como Jaap Eden; Groninga, 19 de octubre de 1873-Haarlem, 2 de febrero de 1925) fue un deportista neerlandés que compitió en patinaje de velocidad y ciclismo en pista.
Ganó tres medallas en el Campeonato Mundial de Ciclismo en Pista, en los años 1894 y 1895. A nivel nacional consiguió tres victorias en los campeonatos de los Países Bajos de ciclismo en pista en la prueba de velocidad amateur (1893, 1894 y 1895) y dos victorias en los campeonatos de los Países Bajos de ciclismo en ruta (1893 y 1894).
Además, obtuvo tres medallas en el Campeonato Mundial de Patinaje de Velocidad sobre Hielo entre los años 1893 y 1896.

## Medallero internacional
| Campeonato Mundial | Campeonato Mundial       | Campeonato Mundial | Campeonato Mundial    |
| Año                | Lugar                    | Medalla            | Prueba                |
| ------------------ | ------------------------ | ------------------ | --------------------- |
| 1893               | Ámsterdam (Países Bajos) | Medalla de oro     | Clasificación general |
| 1895               | Hamar (Noruega)          | Medalla de oro     | Clasificación general |
| 1896               | San Petersburgo (Rusia)  | Medalla de oro     | Clasificación general |

| Campeonato Mundial | Campeonato Mundial | Campeonato Mundial | Campeonato Mundial       |
| Año                | Lugar              | Medalla            | Competición              |
| ------------------ | ------------------ | ------------------ | ------------------------ |
| 1894               | Amberes (Bélgica)  | Medalla de oro     | 10 km (A)                |
| 1894               | Amberes (Bélgica)  | Medalla de plata   | Velocidad individual (A) |
| 1895               | Colonia (Alemania) | Medalla de oro     | Velocidad individual (A) |